# Správní obvod obce s rozšířenou působností Horažďovice
Správní obvod obce s rozšířenou působností Horažďovice je od 1. ledna 2003 jedním ze tří správních obvodů rozšířené působnosti obcí v okrese Klatovy v Plzeňském kraji. Čítá 20 obcí.
Město Horažďovice je zároveň obcí s pověřeným obecním úřadem, přičemž oba správní obvody jsou územně totožné.

## Seznam obcí
Poznámka: Města jsou vyznačena tučně.
- Břežany
- Hejná
- Horažďovice
- Hradešice
- Chanovice
- Kejnice
- Kovčín
- Kvášňovice
- Malý Bor
- Maňovice
- Myslív
- Nalžovské Hory
- Nehodiv
- Olšany
- Pačejov
- Slatina
- Svéradice
- Tužice
- Velké Hydčice
- Velký Bor

## Obyvatelstvo
| Rok  | Obyv.  | ± %    |
| ---- | ------ | ------ |
| 1869 | 20 728 | —      |
| 1880 | 21 754 | +4,9 % |
| 1890 | 20 924 | −3,8 % |
| 1900 | 20 565 | −1,7 % |
| 1910 | 20 428 | −0,7 % |

| Rok  | Obyv.  | ± %     |
| ---- | ------ | ------- |
| 1921 | 19 686 | −3,6 %  |
| 1930 | 18 288 | −7,1 %  |
| 1950 | 14 759 | −19,3 % |
| 1961 | 15 428 | +4,5 %  |
| 1970 | 14 414 | −6,6 %  |

| Rok  | Obyv.  | ± %    |
| ---- | ------ | ------ |
| 1980 | 13 814 | −4,2 % |
| 1991 | 12 808 | −7,3 % |
| 2001 | 12 258 | −4,3 % |
| 2011 | 11 783 | −3,9 % |
| 2021 | 11 011 | −6,6 % |